# Ericea
Ericea (in greco antico: Ἐρίκεια?, Eríkeia) era un demo dell'Attica, situato vicino alla moderna Kypseli.
Il nome del demo deriva probabilmente dalla pianta dell'erica, che cresceva abbondantemente nel territorio collinoso della zona.